# Timo Parvela

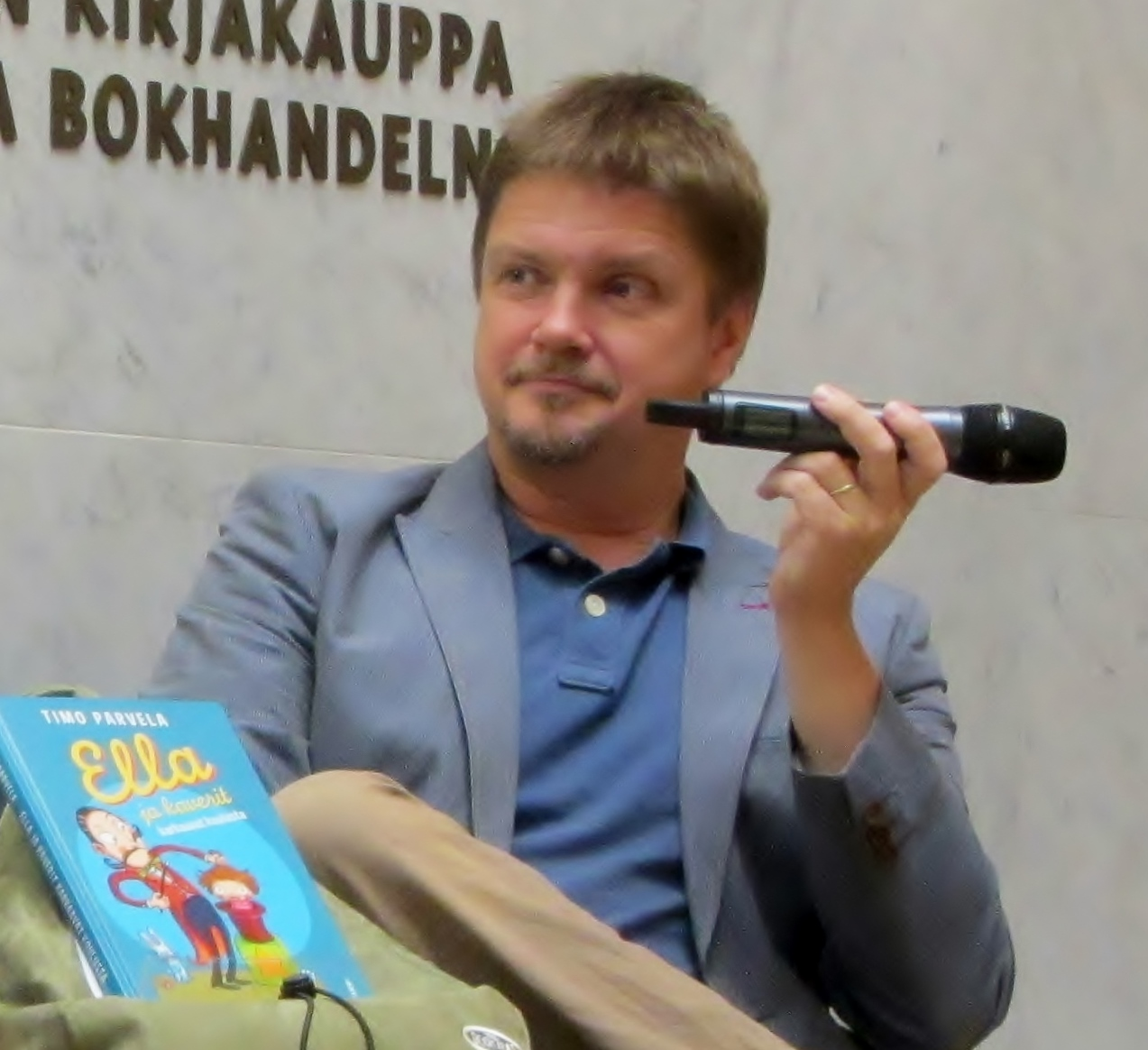
Timo Parvela (2014)

Timo Parvela (* 19. Mai 1964 in Jyväskylä) ist ein finnischer Schriftsteller.

## Biographie
Parvela war Grundschullehrer, bevor er begann, Bücher zu schreiben.
Seit 1996 arbeitet er als freier Autor. Neben Kinder- und Jugendbüchern hat er TV-Drehbücher sowohl für Kinder als auch Erwachsene verfasst sowie mehrere Finnisch-Lehrbücher und Beiträge für das finnische Radio mitkonzipiert.

## Werke

### Ella-Kinderbuchreihe
Die Ella-Reihe ist in seinem Heimatland Finnland Schullektüre. Im Mittelpunkt steht die Grundschülerin Ella, die aus ihrem Schulalltag erzählt.
1. Ella in der Schule. Mit Illustrationen von Sabine Wilharm. Hanser Verlag, 2007. ISBN 978-3-446-20893-3
2. Ella in der zweiten Klasse. Mit Illustrationen von Sabine Wilharm. Hanser Verlag, 2008. ISBN 978-3-446-23110-8
3. Ella auf Klassenfahrt. Mit Illustrationen von Sabine Wilharm. Hanser Verlag, 2009. ISBN 978-3-446-23385-0
4. Ella und der Superstar. Mit Illustrationen von Sabine Wilharm. Hanser Verlag, 2010. ISBN 978-3-446-23590-8
5. Ella in den Ferien. Mit Illustrationen von Sabine Wilharm. Hanser Verlag, 2011. ISBN 978-3-446-23790-2
6. Ella und die falschen Pusteln. Mit Illustrationen von Sabine Wilharm. Hanser Verlag, 2012. ISBN 978-3-446-24017-9
7. Ella und der Neue in der Klasse. Mit Illustrationen von Sabine Wilharm. Hanser Verlag, 2013. ISBN 978-3-446-24176-3
8. Ella und das große Rennen. Mit Illustrationen von Sabine Wilharm. Hanser Verlag, 2013. ISBN 978-3-446-24306-4
9. Ella und der Millionendieb. Mit Illustrationen von Sabine Wilharm. Hanser Verlag, 2014. ISBN 978-3-446-24583-9
10. Ella und ihre Freunde außer Rand und Band. Mit Illustrationen von Sabine Wilharm. Hanser Verlag, 2014. ISBN 978-3-446-24633-1
11. Ella und die Ritter der Nacht. Mit Bildern von Sabine Wilharm. Hanser, München 2015, ISBN 978-3-446-24748-2.
12. Ella und die 12 Heldentaten. Mit Illustrationen von Sabine Wilharm. Hanser Verlag, München (März 2016) ISBN 978-3-446-25085-7
13. Ella und das Festkonzert. Mit Illustrationen von Sabine Wilharm. Hanser Verlag, München (Juli 2016) ISBN 978-3-446-25303-2
14. Ella und das Abenteuer im Wald. Mit Illustrationen von Sabine Wilharm. Hanser Verlag, München (August 2017) ISBN 978-3-446-25695-8
15. Ella und der falsche Zauberer. Mit Illustrationen von Sabine Wilharm. Hanser Verlag, München (2018) ISBN 978-3-446-25988-1, Originaltitel Ella ja kaverit karkaavat koulusta (2014)
16. Ella und ihre Freunde als Babysitter. Mit Illustrationen von Sabine Wilharm. Hanser Verlag, München (2020) ISBN 978-3-446-26619-3
17. Ellas Klasse und der Wundersmoothie. Mit Illustrationen von Sabine Wilharm. Hanser Verlag, München (2021) ISBN 978-3-446-26815-9
18. Ella und ihre Freunde retten die Schule. Mit Illustrationen von Sabine Wilharm. Hanser Verlag, München (2021) ISBN 978-3-446-27122-7
19. Ellas Klasse und die gigantische Weihnachtsfeier. Mit Illustrationen von Sabine Wilharm. Hanser Verlag, München (2022) ISBN 978-3-446-27430-3
20. Ella und die entführten Pferde. Mit Illustrationen von Sabine Wilharm. Hanser Verlag, München (2023) ISBN 978-3-446-27718-2

### Pekka-Reihe
1. Pekkas geheime Aufzeichnungen – Der komische Vogel. Mit Bildern von Pasi Pitkänen. Hanser, München 2015, ISBN 978-3-446-24950-9.
2. Pekkas geheime Aufzeichnungen – Die Wunderelf. Mit Bildern von Pasi Pitkänen. Hanser, München 2016, ISBN 978-3-446-25086-4.
3. Pekkas geheime Aufzeichnungen – Der verrückte Angelausflug. Mit Bildern von Pasi Pitkänen. Hanser, München 2017, ISBN 978-3-446-25486-2.
4. Pekkas geheime Aufzeichnungen – Das verschollene Samuraischwert. Mit Bildern von Pasi Pitkänen. Hanser, München 2018, ISBN 978-3-446-25874-7.
5. Pekkas geheime Aufzeichnungen – Der König des Dschungels. Mit Bildern von Pasi Pitkänen. Hanser, München 2019, ISBN 978-3-446-26255-3.

### Maunz-und-Wuff-Reihe
- Maunz und Wuff: Geschichten von Hund und Katz. Mit Bildern von Virpi Talvitie, dtv, 2011. ISBN 978-3-423-62511-1
- Maunz und Wuff und der große Schneeball. Mit Bildern von Virpi Talvitie, dtv, 2012. ISBN 978-3-423-62547-0

### Kepler62-Reihe
- Die Einladung, mit Bjørn Sortland, Kosmos Verlag, Stuttgart; Hörbuch USM Audio, gelesen von Matti Krause
- Der Cowntdown, mit Bjørn Sortland, Kosmos Verlag, Stuttgart; Hörbuch USM Audio, gelesen von Toini Ruhnke
- Die Reise, mit Bjørn Sortland, Kosmos Verlag, Stuttgart; Hörbuch USM Audio, gelesen von Matti Krause
- Die Pioniere, mit Bjørn Sortland, Kosmos Verlag, Stuttgart; Hörbuch USM Audio, gelesen von Toini Ruhnke
- Das Virus, mit Bjørn Sortland, Kosmos Verlag, Stuttgart; Hörbuch USM Audio, gelesen von Matti Krause
- Das Geheimnis, mit Bjørn Sortland, Kosmos Verlag, Stuttgart; Hörbuch USM Audio, gelesen von Toini Ruhnke

### Als Taschenbuch sind erschienen
- Ella in der Schule. Mit Illustrationen von Sabine Wilharm. dtv, 2010. ISBN 978-3-423-62456-5
- Ella in der zweiten Klasse. Mit Illustrationen von Sabine Wilharm. dtv, 2011. ISBN 978-3-423-62481-7
- Ella auf Klassenfahrt. Mit Illustrationen von Sabine Wilharm. dtv, 2012. ISBN 978-3-423-62527-2
- Ella und der Superstar. Mit Illustrationen von Sabine Wilharm. dtv, 2013. ISBN 978-3-423-62549-4